# 김종희 (1922년)
김종희(金鍾喜, 1922년 11월 12일 ~ 1981년 7월 23일)는 일제강점기와 대한민국의 정치인, 기업인이다. 한화그룹 초대 회장, 제1·2대 통일주체국민회의 대의원이다. 장남은 김승연(金升淵) 한화그룹 제2대 회장이며, 차남은 제18대 국회의원을 역임한 김호연(金豪淵) 빙그레 회장이다. 본관은 순천이다.

## 생애
1922년 충청남도 천안에서 아버지 김재민과 어머니 해주 오씨 오명길 사이에서 태어났다. 1942년에 조선화약공판주식회사 입사하였고, 1952년 한국화약주식회사를 설립하였다. 1958년 다이너마이트의 국산화에 성공하였고, 1959년 다이너마이트 상업 생산을 시작하였다.
1964년에 신한베어링공업(주)를 인수하였다. 1965년 한국화성공업(주)(현 한화케미칼, 한화L&C)를 설립하였다. 1967년에는 전국경제인연합회 이사에 피선되었다.
1968년 그리스 명예총영사로 임명되었고, 그 공로를 인정받아 그리스 정부로부터 금성십자대훈장 등을 수훈하였다.
1968년에는 재단법인 백암문화재단(白巖文化財團)을 설립했고, 1973년 대일유업(현 빙그레)를 인수하였다.
1975년 충청남도 천안에 육영재단인 천안북일학원을 설립하였고, 1976년에 북일고등학교를 설립하였다.
당뇨병과 신부전증으로 투병하던 그는 1981년 59세로 영면하였다. 대한민국 정부는 한국 경제에 기여한 그의 공로를 인정해 대한민국 정부는 금탑산업훈장을 추서하였다.

## 서훈 내역
- 1981년:  금탑산업훈장

## 가족 관계
- 아버지: 김재민(金在民) - 별세
- 어머니: 오명철(吳明哲) - 별세
  - 형: 김종철(金鍾哲, 1920년 11월 7일 ~ 1986년 11월 4일) - 6선(제4, 제7, 제8, 제9, 제10, 제12대) 국회의원
  - 형수: 유성은(劉成恩, 1922년 1월 13일 ~ )
  - 여동생: 김종숙(金鍾淑)
  - 매제: 김영일(金泳一) - 한화에너지(현 인천정유) 부사장
  - 남동생: 김종식(金鍾植, 1935년 1월 10일 ~ 2009년 6월 21일) - 제13대 국회의원
  - 제수씨: 문영숙(文永淑)
  - 배우자: 강태영
    - 장녀: 김영혜(金英惠, 1948년 10월 16일 ~ ) - 前 제일화재해상보험주식회사 이사회 의장
    - 사위: 이동훈(李東勳, 1948년 4월 28일 ~ ) - 前 제일화재해상보험주식회사 회장, 이후락 전 중앙정보부장 차남[3]
    - 장남: 김승연(金升淵, 1952년 2월 7일 ~ ) - 한화그룹 회장
    - 차남: 김호연(金昊淵, 1955년 4월 29일 ~ ) - 전 빙그레 회장, 제18대 국회의원

## 역대 선거 결과
|  | 36.7% |

|  | 0% |